# 1389
1389. је била проста година.

## Догађаји
- 24. фебруар — Данци, у бици код Фолкепинга, поразили Швеђане и заробили њиховог краља Алберта.

### Април
- 28. јун — Османска војска предвођена султаном Муратом I изгубила је од српску војске предвођену кнезом Лазаром у боју на Косову.

## Рођења

### Јануар
- 9. новембар — Изабела од Валоа, енглеска краљица

## Смрти

### Мај
- 19. мај — Дмитриј Донски, велики московски кнез

### Јун
- 15. јун — Лазар Хребељановић, српски кнез (*1329);
- 15. јун — Мурат I, османски султан. (*1326)

### Септембар
- 23. октобар — Урбан VI, римски папа